# 凯文·柯伦
凯文·柯伦（英語：Kevin Curren，1958年3月2日—），南非男子网球运动员，1979年成为职业球手。他曾在美网搭檔美國球手史蒂夫·登頓，獲得男双冠军（1982年）；也在温布尔登（1982年） 和美网（1981年和1982年）搭檔美國女球手安妮·史密斯，獲得三次大滿貫混双冠军。
他亦曾在1984年澳网和1985年温布尔登获得男單亞軍。
他于1993年退役。

## 大满贯

### 男單亞軍（2）
| 年份 | 比賽   | 場地 | 決賽對手 | 对手国籍 | 勝方比分             |
| ---- | ------ | ---- | -------- | -------- | -------------------- |
| 1984 | 澳网   | 草地 | 韋蘭德   | 瑞典     | 7-65, 4-6, 63-7, 2-6 |
| 1985 | 溫布頓 | 草地 | 貝克     | 德国     | 3-6, 7-64, 63-7, 4-6 |